# Obština Vidin
Obština Vidin (bulharsky Община Видин) je bulharská jednotka územní samosprávy ve Vidinské oblasti. Leží v severozápadním cípu Bulharska podél Dunaje u hranic s Rumunskem. Sídlem obštiny je město Vidin, kromě něj zahrnuje obština 1 město a 32 vesnic. Žije zde necelých 70 tisíc stálých obyvatel.

## Sídla
| - Akacievo - Antimovo - Bela Rada - Botevo - Bukovec - Car Simeonovo - Dinkovica - Dolni Bošňak - Družba - Dunavci - Gajtanci - General Marinovo | - Gomotarci - Gradec - Ivanovci - Inovo - Kalenik - Kapitanovci - Košava - Kutovo - Major Uzunovo - Novoselci - Pešakovo | - Plakuder - Pokrajna - Rupci - Sinagovci - Slana Bara - Slanotrăn - Tărňane - Vărtop - Vidin (sídlo správy) - Vojnica - Žeglica |

## Sousední obštiny
| Růžice kompasu | Bregovo      | Novo Selo     |  | Růžice kompasu |
| Růžice kompasu | Bojnica Kula | Sever         |  | Růžice kompasu |
| Růžice kompasu | Bojnica Kula | Obština Vidin |  | Růžice kompasu |
| Růžice kompasu | Bojnica Kula | Jih           |  | Růžice kompasu |
| Růžice kompasu | Gramada      | Dimovo        |  | Růžice kompasu |

## Obyvatelstvo
V obštině žije 59 242 stálých obyvatel a včetně přechodně hlášených obyvatel 75 306. Podle sčítáni 1. února 2011 bylo národnostní složení následující:
- Bulhaři: 54 546 (92.4 %)
- Romové: 3 753 (6.4 %)
- Turci: 66 (0.1 %)
- ostatní: 667 (1.1 %)